# Глостер (округ, Нью-Джерсі)
Шаблон:StateAbbr_ 39°43′ пн. ш. 75°08′ зх. д. / 39.71° пн. ш. 75.14° зх. д.
Округ  Глостер (англ. Gloucester County) — округ (графство) у штаті  Нью-Джерсі, США. Ідентифікатор округу 34015.

## Історія
Округ утворений 1686 року.

## Демографія
За даними перепису 
2000 року 
загальне населення округу становило 254673 осіб, зокрема міського населення було 226008, а сільського — 28665.
Серед мешканців округу чоловіків було 123207, а жінок — 131466. В окрузі було 90717 домогосподарств, 67197 родин, які мешкали в 95054 будинках.
Середній розмір родини становив 3,22.
Віковий розподіл населення поданий у таблиці:
| Стать    | До 15 років | 15-21 | 22-29 | 30-39 | 40-49 | 50-65 | 65-85 | Понад 85 |
| -------- | ----------- | ----- | ----- | ----- | ----- | ----- | ----- | -------- |
| Чоловіки | 28430       | 12888 | 11205 | 19523 | 20442 | 18693 | 11186 | 840      |
| Жінки    | 27245       | 12760 | 11728 | 20856 | 21561 | 19664 | 15430 | 2222     |

## Суміжні округи
- Філадельфія, Пенсільванія – північ
- Кемден – північний схід
- Атлантик – південний схід
- Камберленд – південь
- Салем – південний захід
- Нью-Касл, Делавер – захід
- Делавер, Пенсільванія – північний захід

## Виноски
1. ↑  Forstall, Richard L. Population of states and counties of the United States: 1790 to 1990 from the Twenty-one Decennial Censuses [Архівовано 2 січня 2016 у Wayback Machine.], pp. 108–109. Бюро перепису населення США, March 1996. ISBN 9780934213486. Accessed October 3, 2013.
2. ↑  New Jersey: 2010 - Population and Housing Unit Counts; 2010 Census of Population and Housing [Архівовано 23 липня 2013 у Wayback Machine.], p. 6, CPH-2-32. Бюро перепису населення США, August 2012. Accessed August 29, 2016.
3. ↑  DP-1 – Profile of General Demographic Characteristics: 2000; Census 2000 Summary File 1 (SF 1) 100-Percent Data for Gloucester County, New Jersey[недоступне посилання], Бюро перепису населення США. Accessed September 30, 2013.(англ.) Наведено за англійською вікіпедією.
4. ↑  DP1 – Profile of General Population and Housing Characteristics: 2010 Demographic Profile Data for Gloucester County, New Jersey [Архівовано 13 лютого 2020 у Archive.is], Бюро перепису населення США. Accessed March 26, 2016.
5. ↑  Snyder, John P. The Story of New Jersey's Civil Boundaries: 1606–1968, Bureau of Geology and Topography; Trenton, New Jersey; 1969. p. 137. Accessed January 21, 2013.(англ.) Наведено за англійською вікіпедією.
6. ↑  American FactFinder. Бюро перепису населення США. Архів оригіналу за 21 травня 2008. Процитовано 31 січня 2008.

| США | Це незавершена стаття з географії США. Ви можете допомогти проєкту, виправивши або дописавши її. |